# Archidiecezja białostocka
Archidiecezja białostocka (łac. Archidioecesis Bialostocensis; lit. Balstogės arkivyskupija) – jedna z 14 archidiecezji obrządku łacińskiego w polskim Kościele katolickim wydzielona z części archidiecezji wileńskiej, pozostałej w granicach Polski, ustanowiona diecezją 5 czerwca 1991 podczas wizyty papieża Jana Pawła II w Białymstoku, ustanowiona archidiecezją 25 marca 1992 przez papieża Jana Pawła II bullą Totus Tuus Poloniae populus.
Obecnie archidiecezja liczy 13 dekanatów, 116 parafii i 1 rektorat. Na jej terenie mieszka 437 790 mieszkańców, w tym 352 330 katolików, resztę stanowią przedstawiciele innych wyznań i osoby bezwyznaniowe.

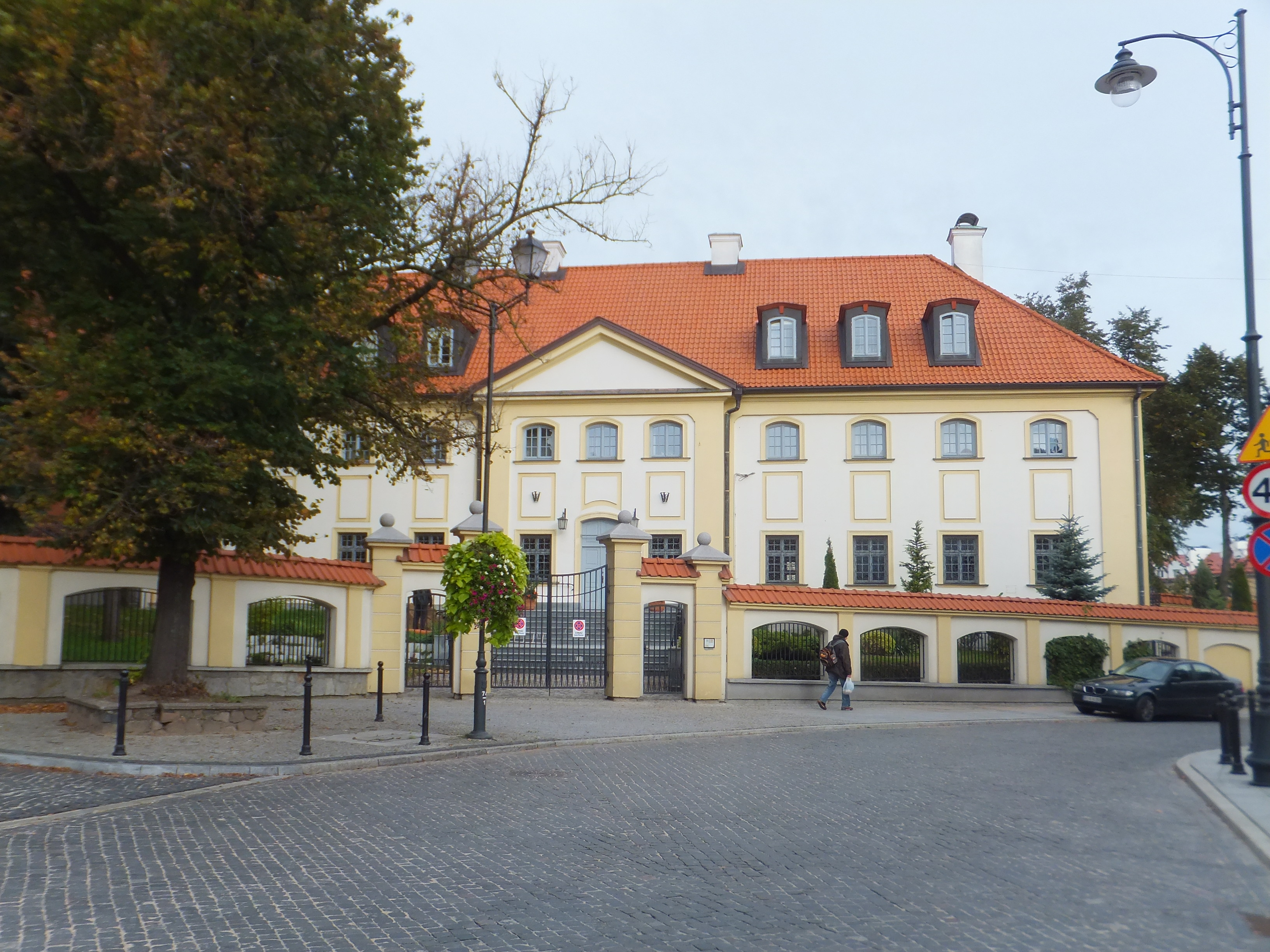
Kuria Arcybiskupia, ul. Kościelna 1

## Instytucje
- Kuria metropolitalna
- Trybunał metropolitalny
- Archidiecezjalne Wyższe Seminarium Duchowne w Białymstoku
- Białostocka kapituła katedralna
- Caritas archidiecezjalne
- Archiwum  archidiecezjalne

## Biskupi

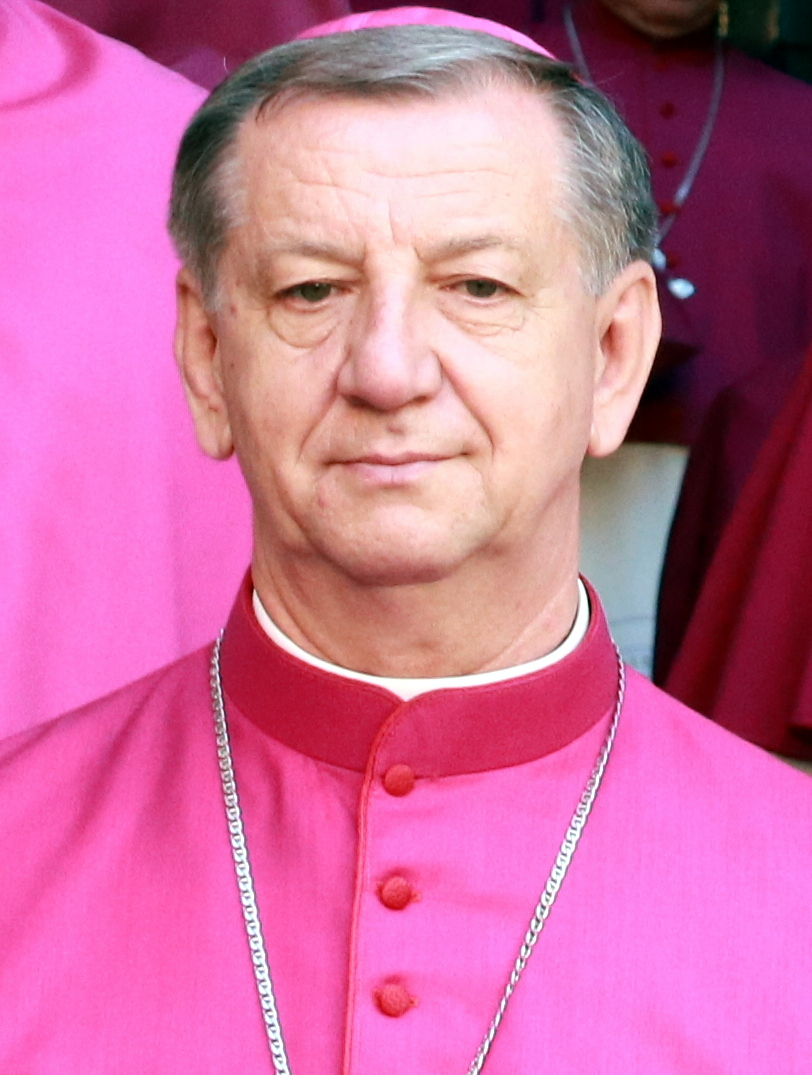
Józef Guzdek – metropolita

### Biskup diecezjalny
- abp Józef Guzdek – metropolita białostocki od 2021

### Biskup pomocniczy
- bp Henryk Ciereszko (wikariusz generalny) – od 2012

### Biskup rezydent
- abp Sławoj Leszek Głódź – arcybiskup senior gdański od 2020 (od 2021 z nakazem Stolicy Apostolskiej zamieszkania poza terenem archidiecezji gdańskiej[1][2])

## Świątynie
Główna świątynia
- Bazylika archikatedralna Wniebowzięcia Najświętszej Maryi Panny w Białymstoku

Sanktuaria
- Sanktuarium bł. Bolesławy Lament w Białymstoku
- Sanktuarium Maryjne w Różanymstoku
- Sanktuarium Matki Boskiej Bolesnej w Świętej Wodzie (Wasilków)
- Sanktuarium Matki Bożej Królowej Rodzin w Juchnowcu
- Sanktuarium Matki Bożej Pocieszenia w Krypnie
- Sanktuarium Miłosierdzia Bożego w Białymstoku
- Sanktuarium NMP Matki Miłosierdzia w Katedrze Białostockiej
- Sanktuarium św. Antoniego Padewskiego w Niewodnicy Kościelnej
- Sanktuarium św. Wojciecha w Białymstoku
- Sanktuarium Cudu Eucharystycznego w Sokółce

## Patroni
Archidiecezja posiada czterech patronów:
- Najświętsza Maryja Panna Ostrobramska Matka Miłosierdzia – uroczystość: 16 listopada;
- Św. Jerzy, męczennik – uroczystość: 23 kwietnia;
- Bł. Bolesława Lament – wspomnienie: 29 stycznia;
- Bł. Michał Sopoćko – wspomnienie: 15 lutego.